# Historia (periodico)
Historia è stata una rivista mensile italiana che si occupava di storia, pubblicata dalla Cino Del Duca editore.

## Storia
Nel novembre 1957 Del Duca pubblicò il primo numero del periodico mensile illustrato "Historia", diretto per oltre un decennio da Alessandro Cutolo, professore ordinario di storia medievale all'Università degli Studi di Roma "La Sapienza".
Si trattava di una rivista storica, colta ma allo stesso tempo piacevolmente divulgativa. Nel 1994, come altre pubblicazioni della Del Duca editore, fu acquisita dalla Editrice Quadratum. Terminò le pubblicazioni nel luglio 1996..